# Communauté de communes Nièvre et Somme
La communauté de communes Nièvre et Somme est une communauté de communes française située dans le département de la Somme et la région Hauts-de-France.
Elle est issue de la fusion en 2017 des communautés de communes du Val de Nièvre et environs et de l'Ouest Amiens.

## Historique
La loi portant nouvelle organisation territoriale de la République (Loi NOTRe) du 7 août 2015 prescrit, dans le cadre de l'approfondissement de la coopération intercommunale, que les intercommunalités à fiscalité propre doivent, sauf exceptions, regrouper au moins 15 000 habitants.
Dans ce cadre, la petite communauté de communes de l'Ouest d'Amiens (CCOA) n'atteignant pas le seuil requis devait fusionner avec une autre, et le schéma départemental de coopération intercommunale (SDCI) prévoyait que ce serait avec celle du Val de Nièvre et environs.
Les deux structures avaient en effet en commun de présenter un aspect à la fois rural et urbain en possédant un passé industriel.  L'hypothèse d'intégrer également la communauté de communes Bocage Hallue, envisagée dans le projet de SDCI, fut écarté par les élus.
L'arrêté préfectoral créant la communauté de communes Nièvre et Somme
est signé le 16 décembre 2016 pour prendre effet le 1er janvier 2017.
Dans un contexte marqué par une fusion difficile entre les deux anciennes intercommunalités, plusieurs des communes de Nièvre et Somme issues de l'ancienne CCOA demandent en 2017 à changer d'intercommunalité : 
- Ferrières et Seux  souhaitent leur rattachement à la communauté d'agglomération Amiens Métropole ;
- Fourdrinoy, Le Mesge et Saisseval voudraient, sans succès[4], être intégrées à la communauté de communes Somme Sud-Ouest[5].

Après un avis favorable du conseil communautaire d'Amiens Métropole du 6 juillet 2017 (Pour 51, Contre 23 et 15 abstentions) et malgré l'opposition de Nièvre et Somme ,,, le rattachement de Ferrières et de Seux à la communauté d'agglomération Amiens Métropole est acté par un arrêté préfectoral du 12 décembre 2017, entraînant leur départ de Nièvre et Somme.

## Territoire communautaire

### Composition
La communauté de communes est composée des 36 communes suivantes :

| Nom                    | Code Insee | Gentilé            | Superficie (km2) | Population (dernière pop. légale) | Densité (hab./km2) |
| ---------------------- | ---------- | ------------------ | ---------------- | --------------------------------- | ------------------ |
| Flixecourt (siège)     | 80318      | Flixecourtois      | 11,84            | 3 247 (2022)                      | 274                |
| Ailly-sur-Somme        | 80011      | Aillygeois         | 15,06            | 2 973 (2022)                      | 197                |
| Argœuves               | 80024      | Argoeuvois         | 10,21            | 562 (2022)                        | 55                 |
| Belloy-sur-Somme       | 80082      | Bellovaques        | 13,24            | 725 (2022)                        | 55                 |
| Berteaucourt-les-Dames | 80093      | Berteaucourtois    | 4,64             | 1 095 (2022)                      | 236                |
| Bettencourt-Saint-Ouen | 80100      | Bettencourtois     | 8,04             | 612 (2022)                        | 76                 |
| Bouchon                | 80117      | Bouchonnais        | 4,6              | 158 (2022)                        | 34                 |
| Bourdon                | 80123      | Bourdonnais        | 6,97             | 374 (2022)                        | 54                 |
| Breilly                | 80137      | Breillois          | 5,73             | 724 (2022)                        | 126                |
| Canaples               | 80166      | Canapolitains      | 10,26            | 704 (2022)                        | 69                 |
| Cavillon               | 80180      | Cavillonnais       | 5,46             | 91 (2022)                         | 17                 |
| La Chaussée-Tirancourt | 80187      | Calcéens           | 12,52            | 693 (2022)                        | 55                 |
| Crouy-Saint-Pierre     | 80229      | Crouyens           | 10,51            | 373 (2022)                        | 35                 |
| Domart-en-Ponthieu     | 80241      | Domartois          | 17,93            | 1 066 (2022)                      | 59                 |
| L'Étoile               | 80296      |                    | 7,9              | 1 142 (2022)                      | 145                |
| Fourdrinoy             | 80341      | Fourdrains         | 9,12             | 381 (2022)                        | 42                 |
| Franqueville           | 80346      | Franquevillais     | 6,26             | 158 (2022)                        | 25                 |
| Fransu                 | 80348      |                    | 5,64             | 191 (2022)                        | 34                 |
| Halloy-lès-Pernois     | 80408      |                    | 6,2              | 325 (2022)                        | 52                 |
| Hangest-sur-Somme      | 80416      | Hangestois         | 12,46            | 762 (2022)                        | 61                 |
| Havernas               | 80423      |                    | 4,48             | 375 (2022)                        | 84                 |
| Lanches-Saint-Hilaire  | 80466      |                    | 5,45             | 131 (2022)                        | 24                 |
| Le Mesge               | 80535      | Mesgeois           | 8,73             | 148 (2022)                        | 17                 |
| Pernois                | 80619      | Pernoisiens        | 8,83             | 699 (2022)                        | 79                 |
| Picquigny              | 80622      | Picquinois         | 10,31            | 1 275 (2022)                      | 124                |
| Ribeaucourt            | 80671      | Ribeaucourtois     | 5,42             | 226 (2022)                        | 42                 |
| Saint-Léger-lès-Domart | 80706      | Léolégariens       | 7,05             | 1 813 (2022)                      | 257                |
| Saint-Ouen             | 80711      | Saint-Ouennais     | 4,35             | 1 775 (2022)                      | 408                |
| Saint-Sauveur          | 80718      | Saint-Salvatoriens | 9,04             | 1 336 (2022)                      | 148                |
| Saisseval              | 80723      |                    | 7,32             | 251 (2022)                        | 34                 |
| Soues                  | 80738      | Souessois          | 8,64             | 125 (2022)                        | 14                 |
| Surcamps               | 80742      |                    | 2,97             | 77 (2022)                         | 26                 |
| Vauchelles-lès-Domart  | 80778      |                    | 3,92             | 121 (2022)                        | 31                 |
| Vignacourt             | 80793      | Vignacouriers      | 29,1             | 2 280 (2022)                      | 78                 |
| Ville-le-Marclet       | 80795      |                    | 8,93             | 464 (2022)                        | 52                 |
| Yzeux                  | 80835      |                    | 5,05             | 267 (2022)                        | 53                 |

## Démographie
| 1968   | 1975   | 1982   | 1990   | 1999   | 2010   | 2015   | 2021   |
| ------ | ------ | ------ | ------ | ------ | ------ | ------ | ------ |
| 25 256 | 27 598 | 27 932 | 27 668 | 27 587 | 28 403 | 28 340 | 27 736 |

## Organisation

### Siège
Le siège de l'intercommunalité est à Flixecourt, ZAC des Hauts du Val de Nièvre, 1 allée des Quarante

### Élus
L'intercommunalité est administrée par un conseil communautaire constitué, pour la mandature 2020-2026, (après le départ de Ferrières et de Seux), de 55 délégué représentant chacune des communes membres, répartis comme suit en fonction sensiblement de leur population :
 
- 5 délégués pour Ailly-sur-Somme et Flixecourt ;  

- 4 délégués pour Vignacourt ;

- 3 délégués pour Saint-Léger-lès-Domart et Saint-Ouen ;

- 2 délégués pour Berteaucourt-les-Dames, L'Étoile, Picquigny et Saint-Sauveur ; 
 
- 1 délégué (et son suppléant) pour chacune des autres communes.
Au terme des élections municipales de 2020 dans la Somme, le conseil communautaire du 9 juillet 2020, René Lognon, ancien maire de Flixecourt , ainsi que ses 11 vice-présidents, qui sont :
1. Philippe François, maire de la Chaussée-Tirancourt, chargé des finances et du fonctionnement ;
2. Éric Olivier, maire de Pernois, chargé du logement et du cadre de vie ;
3. Catherine Bénédini, maire d’Ailly-sur-Somme, chargée de l'éducation, de la jeunesse et des sports ;
4. Stéphane Ducrotoy, maire de Vignacourt, chargé de la petite enfance ;
5. Jean-Philippe Delfosse, maire de Cavillon, chargé des énergies renouvelables, constructions et services ;
6. Antony Delville, premier maire-adjoint de Picquigny, chargé de l'environnement et de la GEMAPI ;
7. Michel Henry, maire de Saint-Léger-lès-Domart, chargé de l'aménagement du territoire et de l'urbanisme.
8. Annick Lemaire, maire de Soues, chargée du développement économique et du tourisme ;
9. Jean-Luc Waligora, maire de Lanches-Saint-Hilaire, chargé de la culture, du patrimoine et des archives ;
10. Nicolas Maréchal, maire de Domart-en-Ponthieu, chargé de l'assainissement non collectif ;
11. Patrick Gaillard, maire de Flixecourt, chargé des études stratégiques et de la représentation extérieure.

Outre le bureau, constitué du président et des vice-présidents, l'intercommunalité dispose d'une conférence des maires, qui assure la représentation de chaque commune représentée par son maire ou parfois un maire-adjoint.

### Liste des présidents
| Période         | Période                       | Identité    | Étiquette | Qualité |
| --------------- | ----------------------------- | ----------- | --------- | --- |
| 9 janvier 2017, | En cours (au 14 octobre 2020) | René Lognon | PCF       | Maire (1989 → 2016) puis maire-adjoint (2016 → ) de Flixecourt Conseiller départemental de Flixecourt (2015 → ) Président de l'ex-CC Val de Nièvre Réélu pour le mandat 2020-2026, |

### Compétences
L'intercommunalité exerce les compétences qui lui ont été transférées par les communes membres, dans les conditions prévues par le code général des collectivités territoriales. 
En 2018, ces compétences relèvent des champs de pomitiques publiques suivantes : 
- Aménagement  de  l’espace  (schéma  de  cohérence territoriale (SCoT), schéma  de  secteurs,   plan local d'urbanisme (PLU)
- Développement  économique  (zones d’activités,  politique locale du commerce, promotion du tourisme)
- Aires d’Accueil des Gens du Voyage
- Gestion des déchets ménagers et assimilés (compétence déléguée à des syndicats mixtes)
- Environnement  (protection  et  mise  en  valeur  |aménagement  et  entretien  des  voies  SNCF  désaffectées sur décision du conseil communautaire)
- Logement et cadre de vie (actions d’amélioration de l’habitat)
- Enfance & jeunesse (participation au fonctionnement des accueils de Loisirs ; crèches ; relais Assistantes Maternelles (RAM) sur  décision  du  conseil  communautaire ; centre  d'animation jeunesse)
- Gestion des milieux aquatiques et prévention des inondations (GEMAPI) : entretien et restauration des rivières)
- Service  Public  d’assainissement  non-collectif (SPANC)   (contrôle, fonctionnement, conception-réhabilitation des systèmes d’assainissement)
- Politique  culturelle et sportive (mise en place d’une politique  culturelle  territoriale ; création  et  gestion d’équipements)
- Services  à  la  population  (soutien  aux  initiatives  d’insertion  socio-professionnelles  ; participation  aux transports des lycéens ; construction et gestion des casernes de gendarmerie)

### Régime fiscal et budget
La Communauté de communes est un établissement public de coopération intercommunale à fiscalité propre.
Afin de financer l'exercice de ses compétences, l'intercommunalité perçoit la fiscalité professionnelle unique (FPU) – qui a succédé à la taxe professionnelle unique (TPU) – et assure une péréquation de ressources entre les communes résidentielles et celles dotées de zones d'activité.
En 2018, la communauté de communes a encaissé au titre des recettes de fonctionnement la somme de 9 307 773 € dont 7 755 098 € d’impôts et taxes, et les dépenses d'investissement se sont élevées à 546 886 €.

### Organismes de regroupement
En 2020, la communauté de communes adhère également aux  syndicats mixtes suivants :
- SM pour l'aménagement ZAC des Hauts Plateaux
- SI Gendarmerie de Picquigny
- Pôle Métropolitain du Grand Amiénois
- SMIRTOM du Plateau Picard Nord
- TRINOVAL
- Somme Numérique.
- SI Gendarmerie de Domart-en-Ponthieu
- SI Mixte d'aménagement hydraulique du bassin versant de la Somme (AMEVA)

## Projets et réalisations
En 2019 commence la construction du centre aquatique communautaire en vue d'une mise en service à l’automne 2020.
La communauté se rend propriétaire en 2019 de la friche Sièges de France à Harondel (Berteaucourt-les-Dames), de l'ancien groupe industriel Saint Frères, fermé depuis 2009, en vue de la réalisation d'un ambitieux projet d'aménagement comprenant la construction de plusieurs dizaines de maisons, et de la transformations d'anciens bâtiments en vue d'y accueillir une crèche, l’école de musique intercommunale, et un lieu de diffusion culturelle, ainsi qu'un hôtel d'entreprises.